# Mišo Brečko
Mišo Brečko (født 1. maj 1984 i Trbovlje, Jugoslavien) er en slovensk fodboldspiller, der spiller som forsvarsspiller hos den tyske Bundesliga-klub 1. FC Nürnberg. Han har spillet for klubben siden 2015. Tidligere har han spillet for Interblock Ljubljana og Šmartno i sit hjemland, samt for 1. FC Köln, Hamburger SV, Hansa Rostock og Erzgebirge Aue i Tyskland.

## Landshold
Brečko står (pr. 15. oktober 2013) noteret for 65 kampe for Sloveniens landshold, som han debuterede for den 17. november 2006 i en venskabskamp mod Slovakiet. Han var med til at kvalificere landet til VM i 2010 i Sydafrika.